# Olaf Lawrenz
Olaf Lawrenz (* 17. März 1931 in Berlin; † 4. Juli 2021) ist ein ehemaliger deutscher Leichtathlet, der sich auf den 800-Meter-Lauf spezialisiert hatte.

## Karriere
Olaf Lawrenz lief für den Berliner Sport-Club in West-Berlin. 
Er gewann 1954 in Hamburg den Deutschen Meistertitel über 800 Meter. 1957 in Düsseldorf erlief er den Titel im 1500-Meter-Lauf. 1959 in Berlin wurde er Deutscher Hallenmeister über 1500 Meter.
Olaf Lawrenz startete von 1954 bis 1957 bei 16 Meisterschaften und Länderkämpfen im Nationaltrikot. Bei den Europameisterschaften 1954 in Bern erreichte er den Zwischenlauf über 800 Meter. Außerdem trat er mit der Studenten-Nationalmannschaft an. Bei zwei Vorläuferveranstaltungen der Universiade gewann er den 800-Meter-Lauf: 1955 bei der FISU-Sportwoche und 1957 bei der noch inoffiziellen Universiade. 1959 in Turin bei der ersten offiziellen Universiade belegte Lawrenz den fünften Platz.
Seine Bestleistung im 800-Meter-Lauf betrug 1:49,1 Minuten, aufgestellt am 22. Juli 1956 in Hannover. Über 1500 Meter lief er am 27. August 1957 in Helsinki 3:43,8 Minuten.
Olaf Lawrenz war Studienrat für Biologie und Sport, er stieg später zum Oberschulrat auf. Sein jüngerer Bruder Jörg Lawrenz wurde 1963 in Berlin Deutscher Hallenmeister über 800 Meter.